# Central de ajuda
Central de ajuda (em inglês: Service desk) é uma central de serviços de atendimento integrado em tecnologia da informação, baseado na ITIL e HDI que presta assessoria para solucionar problemas, gestão e integração de recursos e ferramentas, para atendimento interno (staff) ou externo (clientes direto e indiretos).